# Iambia
Iambia is een geslacht van vlinders van de familie Uilen (Noctuidae).

## Soorten
- I. alticola Laporte, 1973
- I. brunnea Warren, 1914
- I. harmonica Hampson, 1902
- I. inferalis Walker, 1863
- I. jansei Berio, 1966
- I. japonica Sugi, 1958
- I. melanochlora (Hampson, 1902)
- I. nigella Hampson, 1918
- I. nocturna Hampson, 1902
- I. rufescens Hampson, 1894
- I. shanica Berio, 1973
- I. sinica Yang, 1964
- I. thuaitesi Moore, 1884
- I. thwaitesi (Moore, 1885)
- I. transversa (Moore, 1882)
- I. volasira Viette, 1968